# Miki Muster
Miki Muster (uradno Nikolaj Muster), slovenski animator, ilustrator, stripar, kipar, novinar in filmski režiser, * 22. november 1925, Murska Sobota, † 7. maj 2018, Ljubljana.
Njegovi najbolj poznani stripovski junaki so Zvitorepec, Trdonja in Lakotnik, ki so nastopili v kar 43 epizodah. Njegova dela so bila izdana v več zbirkah. Poznan je bil po slikanicah Medvedek Neewa, Lupinica, Čebelica Maja, Stezosledec, Snežek, Skozi puščavo in goščavo in po številnih drugih.
Že v otroštvu se je navduševal nad stripi in risanimi filmi ter je svojim sanjam sledil vse življenje.

## Življenje
Miki Muster se je kot drugi otrok rodil materi, po rodu Madžarki, in očetu Slovencu - zdravniku, ki je začel prakso v Križevcih na Goričkem, kjer se je prvi rodil Mikijev starejši brat. Družina se je preselila v Mursko Soboto, kjer se je rodil Miki ter se, ko je bil star dve leti, preselila v Krmelj na Dolenjskem, kjer je bil oče zdravnik v rudniku rjavega premoga. Tam se mu je rodil mlajši brat.
Pri Mikijevih osmih letih so se ponovno preselili v Ljubljano. V Ljubljani je odraščal in se šolal, razen, ko je med drugo svetovno vojno v Murski Soboti obiskoval gimnazijo, kjer je bila mama zaposlena na madžarskem okupacijskem območju.
Po vrnitvi iz Nemčije se je precej ukvarjal s plavanjem v katerem je bil v kategoriji masters, od 75 do 85 let veteranski prvak - stopničke je dosegel na svetovnem prvenstvu 2000 v Münchnu, kjer je zmagal na maratonski razdalji in dobil še tri bronaste medalje, na evropskem prvenstvu 2003 v Franciji je dobil zlato in srebrno medaljo.
V začetku 3. tisočletja je risanje povsem opustil in večino svojih sil usmerjal v oskrbo bolne žene. Po njeni smrti 2012 se je umaknil v osamo in se kmalu ponovno posvetil plavanju kot ambasador projekta Spet na konju Simbioze giba, a je plavanje zaradi strahu pred okužbami kmalu opustil. Zadnji dve leti je živel umaknjeno od javnosti v Centru starejših Notranje Gorice.
Umrl je 7. maja 2018 v zdravstvenem domu v Notranjih Goricah.

## Delo
V gimnaziji si je želel, da bi po vojni lahko odšel v Ameriko k Disneyju, kar pa je bilo po vojni nemogoče zaradi železne zavese med Zahodom in Jugoslavijo. Svoj prvi strip je začel risati, ko je bila Jugoslavija še v obdobju stalinizma, pred Informbirojem, in ameriškim Disneyjevim likom podobni liki niso bili dovoljeni. 
Končal je študij kiparstva na Likovni akademiji v Ljubljani. Prvi Mustrov risani film je bil v Jugoslaviji objavljen šele, ko je bil star štirideset let, pred tem je delal brez možnosti objave svojega dela, tudi reklamne risanke je lahko objavljal le anonimno. Svoje sanje je delno uresničil šele v 70. letih, ko je bil star že skoraj petdeset let, z odhodom v Nemčijo. V Nemčijo je odšel leta 1973, zaradi v začetku sedemdesetih let uvedenega progresivnega davka na dohodek. Delal je v studiu Bavaria Film. Leta 1973 se je v Münchnu začel ukvarjati z risanim filmom. Znamenita je svetovno znana serija risanih filmov, ki jo je Muster izpeljal po idejah francoskega karikaturista argentinskega rodu Guillerma Mordilla. Ustvaril je tudi nekaj večminutnih risank za otroke. 
V času bivanja v Nemčiji se ni nehal ukvarjati s stripom in ilustracijo. Prav tako se je več let ukvarjal s karikaturo.
Dogodivščine svojih stripovskih junakov je v letih med 1952 in 1973 objavljal v Slovenskem poročevalcu, kjer je bil zaposlen kot novinar in ilustrator. Pozneje so bile še večkrat ponatisnjene v knjižni obliki.  
Muster je bil pionir slovenskega stripa in eden najuspešnejših ustvarjalcev na področju stripa in risanega filma. Njegov ustvarjalni opus je zavidljivo velik in ga obvladujejo tehnična brezhibnost ter vsebinska živost in razgibanost.

### Nagrade
Leta 2014 je predsednik republike Borut Pahor odlikoval Mikija Mustra s srebrnim redom za zasluge za vrhunsko pionirsko delo na področju slovenskega animiranega filma in stripa.
Decembra 2014 mu je Združenje novinarjev in publicistov podelilo častno priznanje Boruta Meška za njegov življenjski opus in likovno ustvarjanje na področju politične karikature. Mustru so 7. februarja 2015 podelili Prešernovo nagrado za življenjsko delo. Kasneje istega leta je prejel tudi častni doktorat (doctor honoris causa) Univerze v Novi Gorici.
Je tudi prejemnik Nagrade glavnega mesta Ljubljane (2003), nagrade za življenjsko delo: Andrija Maurović jugoslovanskega Kluba devete umetnosti (1978) in nagrade Viktor (2000) Akademije Viktor revije Stop.

### Oglaševanje
V obdobju od 1967 do 1990 so njegovo ustvarjanje zaznamovali reklamni spoti (več reklam Zajčkov Cik-Cak bonboni Visoki C, Čunga Lunga, Jelovica , Viki krema, Medex, Pomurske mlekarne in Pips) in tiskani oglasi (praznična kampanja za spodnje perilo Lisca iz leta 1969 z dekletom in Božičkom).

## Zbirke
| - Trubadurji, - Obisk iz vesolja, - Prazvitorepec, - Trije mušketirji, - Težave z gradnjo, - Lupinica, - Rdeči kanjon, - Vrtnar, - Na grmado, - Trije hribolazci, - Krvavi kapitan, - Gladiator, - Sneg * Sneg, - Zelena dolina, - Čudežni otok, - Skok v prihodnost, - Medvedek Neewa, - Turki! Turki!, - Na Luno, - V svet tišine, | - v Afriki, - Zimsko spanje, - Grajski duhovi, - Razbojnik, - Na olimpijado, - V srcu Afrike, - Obračun, - Črni kavboj, - Čebelica Maja, - Snežek, - Kamena doba, - Šampion, - Za volanom, - Vitez ropar, - Detektiv, - Zmajev otok, - Bosa noga, - Šerif, - Chicago, - V puščavi in goščavi, - Gusarji. |

## Stripografija (delna)
- Dogodivščine Zvitorepca, Lakotnika in Trdonje. 1, Turki, Turki (Galerija 2, 1996)
- Rajzolt mesék. 1, Törökök, Törökök (Galerija 2, 1996)
- Dogodivščine Zvitorepca, Lakotnika in Trdonje. 2, Zelena dolina (Galerija 2, 1996)
- Dogodivščine Zvitorepca, Lakotnika in Trdonje. 3, Trubadurji (Galerija 2, 1996)
- Dogodivščine Zvitorepca, Lakotnika in Trdonje. 4, Gusarji (Galerija 2, 1996)
- Martin Krpan v stripu (Galerija 2, 1997)
- Dogodivščine Zvitorepca, Lakotnika in Trdonje. 5, Kamena doba (Galerija 2, 1998)
- Dogodivščine Zvitorepca, Lakotnika in Trdonje. 6, Grajski duhovi (Galerija 2, 1998)
- zbirka Miki Muster. 1, 1952-1955 (Buch, 2010)
- zbirka Miki Muster. 2, 1955-1957 (Buch, 2010)
- zbirka Miki Muster. 3, 1957-1959 (Buch, 2010)
- zbirka Miki Muster. 4, 1959-1961 (Buch, 2011)
- zbirka Miki Muster. 5, 1961-1963 (Buch, 2011)
- zbirka Miki Muster. 6, 1963-1965 (Buch, 2011)
- zbirka Miki Muster. 7, 1965-1968 (Buch, 2012)
- zbirka Miki Muster. 8, 1968-1970 (Buch, 2012)
- zbirka Miki Muster. 9, 1970-1972 (Buch, 2012)
- zbirka Miki Muster. 10, 1972-2005 (Buch, 2013)
- zbirka Miki Muster. 11, 2006-2014 (Buch, 2014)
- Martin Krpan v stripu (Buch, 2017)

### Reklamni spoti
- Reklamni spoti - zajčki Cik cak
- Reklamni spot Jelovica Arhivirano 2008-10-04 na Wayback Machine.
- Reklamni spot Čunga Lunga Arhivirano 2009-02-05 na Wayback Machine.
- Reklamni spot Viki krema